# Пшивідз (Поморське воєводство)
Пшивідз (пол. Przywidz, нім. Mariensee) — село в Польщі, у гміні Пшивідз Ґданського повіту Поморського воєводства.
Населення — 1900 осіб (2011).
У 1975-1998 роках село належало до Гданського воєводства.

## Демографія
Демографічна структура станом на 31 березня 2011 року:
|          | Загалом | Допрацездатний вік | Працездатний вік | Постпрацездатний вік |
| -------- | ------- | ------------------ | ---------------- | -------------------- |
| Чоловіки | 962     | 233                | 654              | 75                   |
| Жінки    | 938     | 234                | 559              | 145                  |
| Разом    | 1900    | 467                | 1213             | 220                  |